# Jeffrey Ravetch
Jeffrey Victor Ravetch (3 de maio de 1951) é um imunologista estadunidense, professor da Universidade Rockefeller em Nova Iorque.

## Formação e carreira
Obteve um bacharelado em 1973 em biofísica e bioquímica molecular na Universidade Yale e um Ph.D. em 1978 em genética molecular na Universidade Rockefeller, orientado por Norton Zinder e Peter Model. Concluiu sua educação médica em 1979 na Universidade Cornell com um M.D.. No pós-doutorado trabalhou com Philip Leder no National Institute of Child Health and Human Development (NICHD) dos Institutos Nacionais da Saúde (NIH) em Bethesda, Maryland. É desde 1982 membro do corpo docente do Memorial Sloan Kettering Cancer Center.

## Prêmios e reconhecimentos selecionados
- 2006 membro da Academia Nacional de Ciências dos Estados Unidos
- 2007 Prêmio William B. Coley[1]
- 2008 membro da Academia de Artes e Ciências dos Estados Unidos
- 2012 Prêmio Internacional da Fundação Gairdner[2]
- 2015 Prêmio Wolf de Medicina
- 2018 Prêmio Robert Koch